# M1 karabinka
M1 Karabinka (izvirno angleško M1 Cal. .30 Carbine) je polavtomatska karabinka, ki so jo uporabljale oborožene sile Združenih držav Amerike (in nekateri njihovi zavezniki) od druge svetovne vojne do vietnamske vojne.

## Zgodovina
Zaradi nemške taktike bliskovite vojne (pri kateri udarne enote prodrejo iz boka in udarijo v zaledje); tako so potrebovale zaledje in logistične enote učinkovito obrambno orožje, ki bo majhno, lahko, toda še zmeraj učinkovito kot standardna puška.
Osnovni zahtevi sta bili, da orožje ne sme preseči teže 2.5 kg in da je sposobna (pol)avtomatskega streljanja.
Čeprav je bila puška namenjena le za zaledne enote (npr. kuharje, voznike, vojaške policiste,...), so jo uporabljale tudi padalske enote (različico M1A1), častniki (ki so rabili lahko orožje, poleg pištole), vezisti (zaradi težke radijske postaje so imeli lahko orožje),...
Zaradi majhnosti so jo radi uporabljali tudi gverilci in partizani.

## Zasnova
Nekateri opisujejo M1 karabinko kot naslednico polavtomatske puške M1 Garand, kar pa je napačno, saj puški uporabljata drugačen strelni mehanizem in uporabljata različna naboja (čeprav sta istega kalibra).
M1 Karabinko je skonstruiral David M. Williams, ki je zasnoval strelni mehanizem na pricipu odvoda smodniških plinov in z batom kratkega hoda za podjetje Winchester Repeating Arms, ki je bil prvotni proizvajalec tega orožja, toda kmalu so zaradi povečanega povpraševanja prevzele proizvodjo tudi ostala podjetja.
Glavne kritike puške so se pojavile takoj po uvedbi. Pritoževali so se zaradi premajhne natančnosti. To so popravili tako, da so izboljšali merke in povečali/zamenjali pogonsko polnitev v naboju, saj je prej naboj spremenil smer že po 150 m.

## Različice
Skupaj je bilo izdelanih 6.25 milijonov različnih modelov tega orožja, kar še danes velja za najbolj proizvedeno ročno strelno orožje v ameriški vojaški zgodovini.

### M1 Karabinka
M1 je osnovna različica s fiksnim lesenim kopitom, lesenimi zunanjimi deli ter notranji mehanski deli, ki so iz stisnjene pločevine oz. valjanega jekla. Zanimiv je način pritrditve nosilnega jermena, ki na kopitu poteka preko odprtine. Na kopito so lahko namestili tudi tok za dva nabojnika, ki je omogočal hitrejšo menjavo med bojem.

### M1A1
M1A1 je različica s prepogljivim kovinskim kopitom in rahlo predelanim strelskim mehanizmom. To različico so prvenstveno uporabljale padalske enote, saj so rabile kratko puško zaradi omejenega prostora v taktičnih transportnih letalih in zaradi lažjega pristanka s padalom.

### M2
M2 je različica, ki ima omogočeno izbiro med polavtomatskim in avtomatskim streljanjem, ki je bila uvedena konec 1944/začetek 1945. To različico nekateri označujejo kot predhodnico jurišnih pušk, kar pa je napačno, saj uporablja naboj, ki je kljub svojemu kalibru preslab (ima premalo moči) in tako ni primerna za klasično bojevanje. Izdelanih je bilo nekaj čez pol milijona takih različic.

### M3
M3 je ostrostrelna različica s hladno kovano cevjo, skrivalom plamena in nosilcev za infrardečo namerilno napravo/strelski daljnogled. Zanimivo je, da ima tudi ta puška omogočeno avtomatsko streljanje. Izdelanih je bilo le 2.100 kosov, saj je bila ta različica zaradi preslabega naboja neprimerna za ostrostrelno bojevanje na daljših razdaljah.

### Primerjalna tabela
| Različica        | Skupna dolžina mm | Dolžina cevi mm | Masa kg     | Hitrost streljanja (nab./min) | Nabojnik (nabojev) |
| M1, Standardna   | 904               | 457             | 2.36 (?)    | 45                            | 15                 |
| M1A1, Padalska   | 860 (615)         | 318             | 2.36 (2.48) | 45                            | 30                 |
| M2, Avtomatska   |                   |                 |             | 750                           | 30                 |
| M3, Ostrostrelna |                   |                 |             | 750                           | 30                 |

## Uporabniki
Poleg Oboroženih sil ZDA, ki so uporabljale puško med drugo svetovno, korejsko in vietnamsko vojno, so še najbolj znani uporabniki Izraelci, ki so oborožili specialne sile Palmaha med izraelsko osamosvojitveno vojno (predvsem M1A1 je bila zaradi kratke dolžine idealna za gverilsko bojevanje) in nato še izvidniške enote Izraelske kopenske vojske. Danes jo v Izraelu uporabljajo še v policiji in MASHAZu.
Danes jo predvsem uporabljajo civilisti za rekreativno streljenje ali pa za lov (v nekaterih državah je prepovedana zaradi prepočasnega izstrelka oz. možnosti avtomatskega streljanja).